# Аггрекан
Аггрекан (англ. Aggrecan) — белок, также известный как хрящевой специфичный протеогликановый ядерный белок или протеогликановый хондроитинсульфат 1, и имеющийся только у позвоночных. У человека кодируется геном ACAN.
Аггрекан — это протеогликан, то есть белок, соединенный с углеводами. У человека он состоит из 2316 аминокислот и может присутствовать в различных изоформах.

## Структура
Аггрекан — протеогликан с высокой молекулярной массой, около 2500 кДа. Имеет переплетённую (кустообразную) структуру, где цепи хондроитинсульфата и кератансульфата прикреплены к вытянутой белковой сердцевине. На изображении гиалинового хряща центральный протеин и есть его белковая сердцевина. Молекула аггрекана состоит из двух глобулярных доменов на N-конце и из одного глобулярного домена на C-конце, разделённых гликозаминогликаном. Две главные модифицируемые части — это самостоятельно организованные области хондроитинсульфата и кератансульфата, состоящие из трёх глобулярных доменов G1, G2 и G3, объединённых в одну группу.
Семейство аггреканов включает в себя и другие важные белки, такие как версикан (внеклеточный матричный протеогликан), нейрокан, бревикан и находящийся в клеточной мембране HA-рецептор антигена CD44.

## Функции
Аггрекан очень важен в гиалиновых хрящах, так как связывает фибриллы коллагена II типа и удерживает воду. Его домен G1, вместе с гиалуроновой кислотой, связывает другие белки в тройной комплекс во внеклеточной матрице. Домен G2 гомологичен тандемному повтору G1 и связующему белку; он вовлечен в процессирование белка. Домен G3 составляет С-конец ядерного белка. Он участвует в процессах модификации гликозаминогликана и секреции продукта. Аггрекан играет очень важную роль во взаимодействии хондроцитов и их внеклеточного матрикса благодаря своей способности связывать гиалуроновую кислоту.
Аггрекан наделяет межпозвонковые диски и другие хрящи устойчивостью к большим нагрузкам. Области высокого содержания аггрекана и глюкозаминогликана способствуют осмосу, необходимому для нормального функционирования хрящевой ткани, и создают «разбухание» ткани, которое препятствуют внешнему давлению на неё. Это свойство в основном зависит от концентрации глюкозаминогликана и самого аггрекана во внеклеточном матриксе хрящевой ткани.

## Значение
Мутация гена ACAN, ответственного за синтез аггрекана, может привести к дисплазии, а нехватка аггрекана может быть сопряжена с различными артритами, в том числе и с ревматоидным артритом, а также и с другими заболеваниями суставов. Иногда к нехватке аггрекана может быть причастен фермент ADAMTS5.